# Exarace
Exarace (brázdění), z latinského exaratio = vyorávání, je druh ledovcové eroze. Je to hloubení skalního podkladu způsobené posunováním vysokohorského ledovce při jeho pohybu a to horninovou drtí, hranáči, sutí, pískem a hlínou, které jsou vmrzlé do spodiny ledovce. Hloubicí účinek se projevuje rýhováním, broušením a hlazením horninového povrchu.

## Vznik a výskyt
Ledovce se v horách pohybují v dříve založených údolích a žlabech. Jejich výmolná činnost působí na podkladu, který tím porušují. Původní údolí se jejich činností prohlubují a přeměňují na morfologicky nový typ údolí, který se nazývá trog. Síla brázdění (exarace) je velmi značná, protože ledovec s sebou strhává rozdrcenou skalní drť a dokonce vylamuje z podkladu větší kameny, které do něho zarůstají a spolu s ním se sunou po jeho bázi. Těmito úlomky se odírá a obrušuje skalní podklad jako hoblíkem. Zvláště silně se skalní podklad porušuje na okrajích, kde tření brzdí a zpomaluje pohyb ledovce. V podélném profilu ledovcovým údolím není vyrovnaná spádová křivka, která je charakteristická pro údolí řek. Profil ledovcovým údolím je nevyrovnaný a střídají se tu místa mocněji prohloubená se zřetelnými prahy a skalními stupni. Síla brázdění závisí především na hmotě ledovce. Proto se hlavní ledovcová údolí, kterými se pohybovaly mohutnější ledovcové splazy. prohlubovala exarací rychleji a hlouběji než menší údolí a žlaby postranní, kde byly ledovcové splazy menší a lehčí. Postranní údolí jsou proto od hlavních údolí oddělena příkrým srázem. Údolí, která vznikla exarací (brázděním) se vyskytují všude v pohořích, která byla kdysi  pokryta ledovci. V Alpách je to na příklad Stubaital, v Česku  Obří důl v Krkonoších, na Slovensku  tatranské doliny (Bielovodská dolina nebo Malá studenovodská dolina).Patří sem také fjordy na pobřeží Norska, Grónska a jinde.

## Galerie

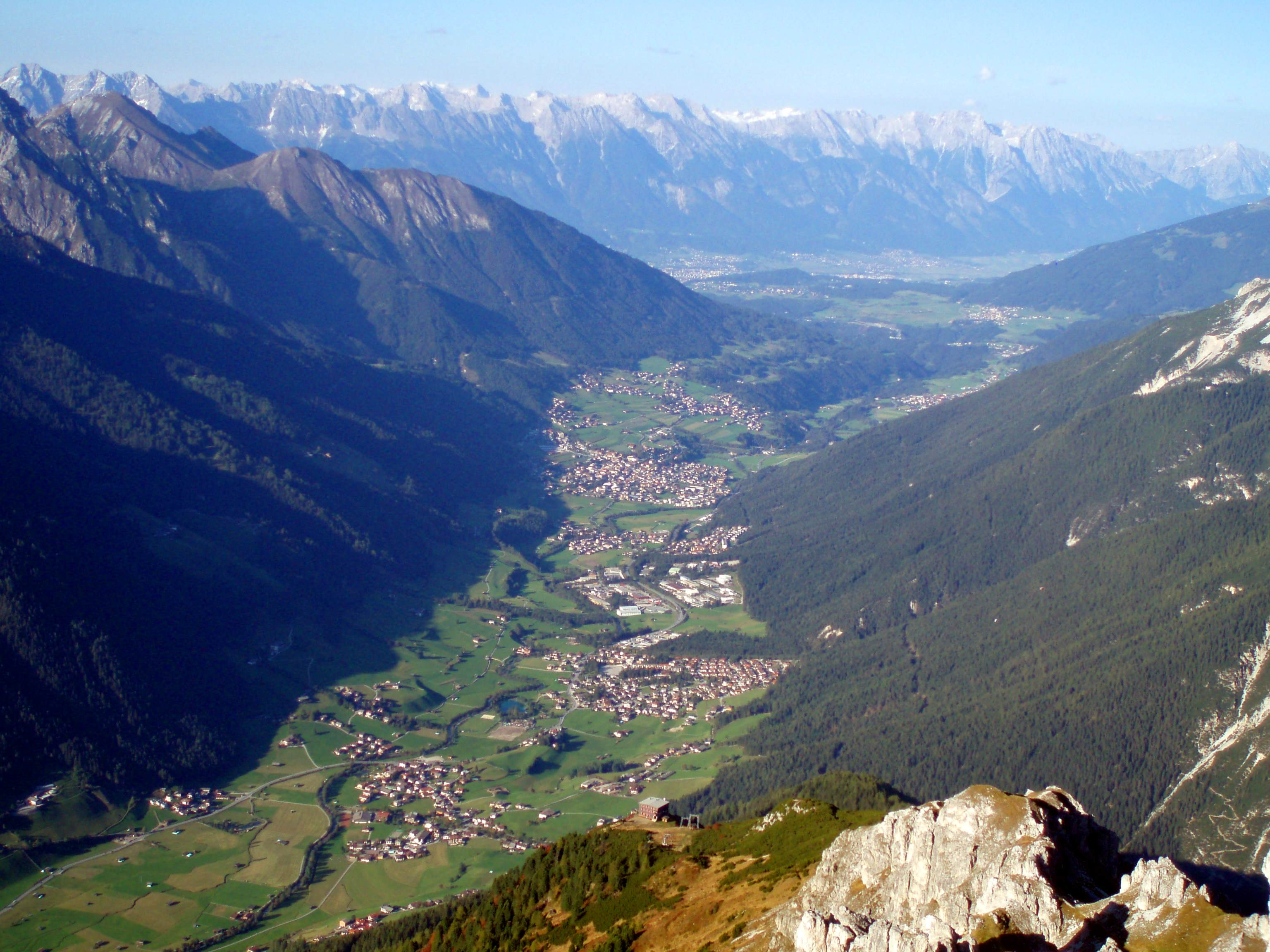
Ledovcové údolí Stubaital v Alpách
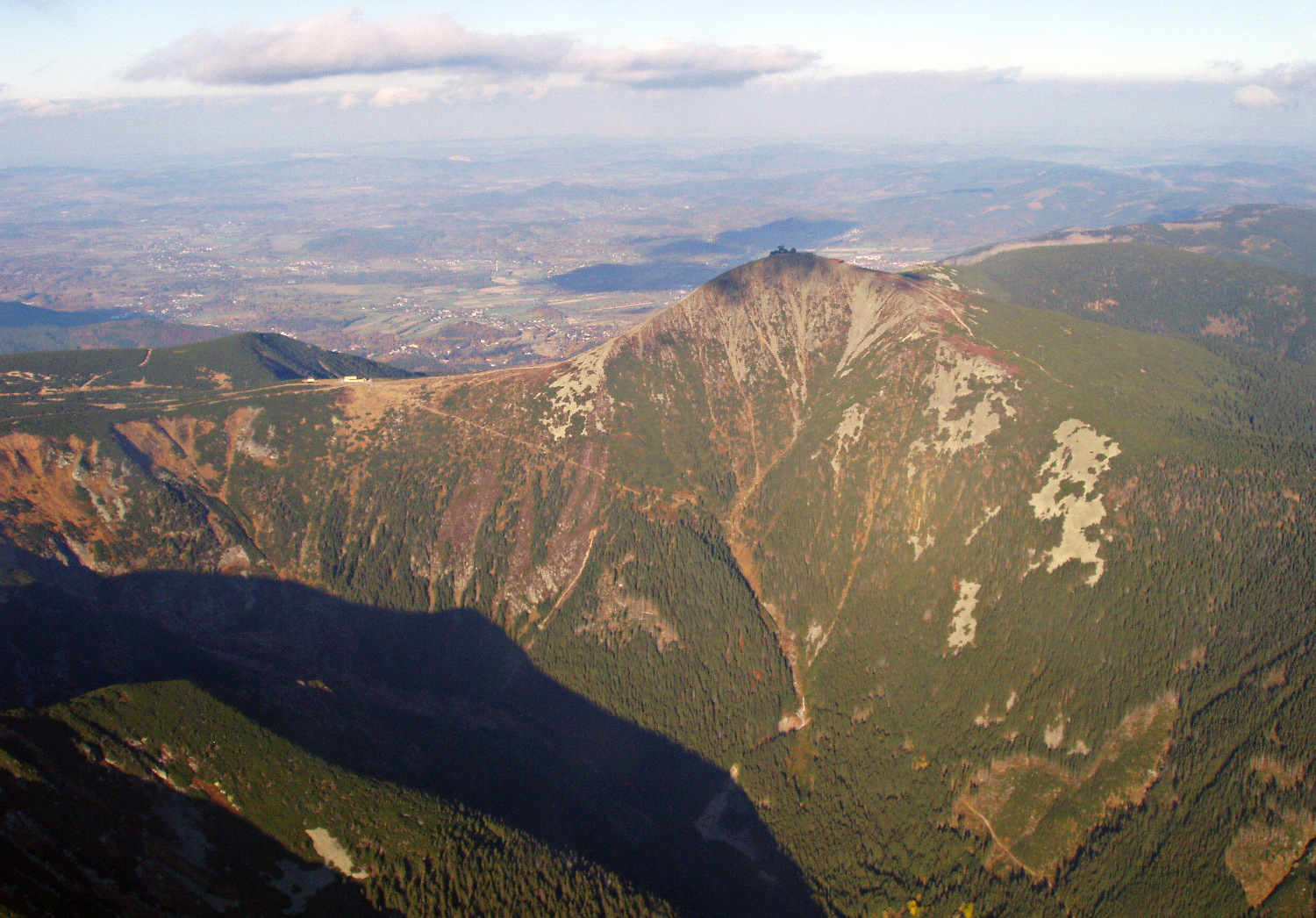
Ledovcové údolí Obří důl v Krkonoších
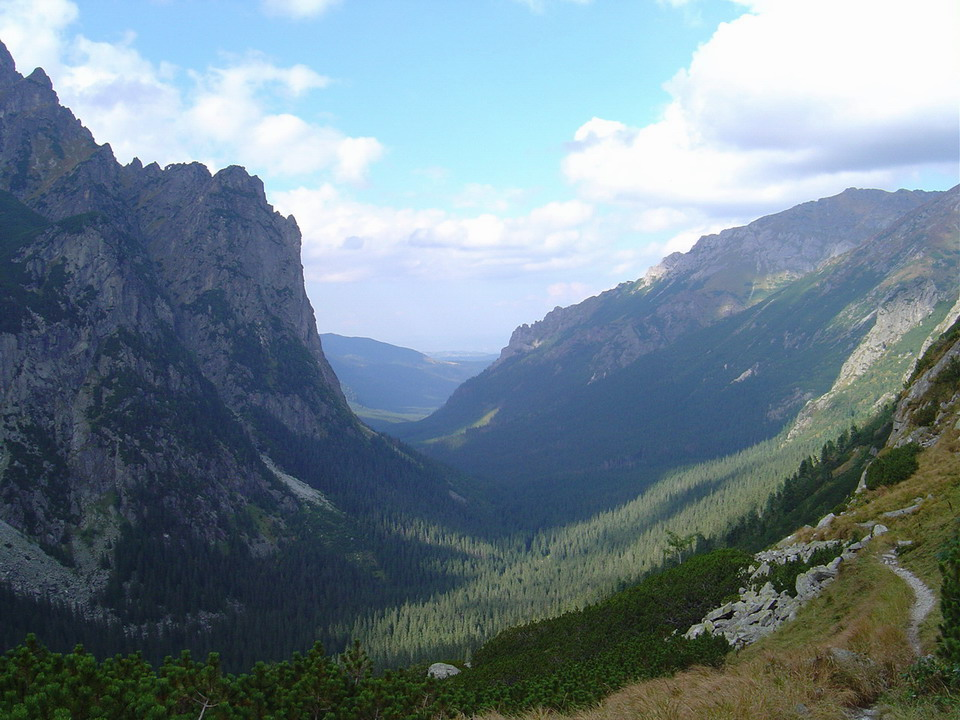
Ledovcové údolí Bielovodská dolina v Tatrách